# L'Amoureux de la bergère (film, 1932)
Pour les articles homonymes, voir L'Amoureux de la bergère.
Pour plus de détails, voir Fiche technique et Distribution.
L'Amoureux de la bergère (Ο Aγαπητικός της βοσκοπούλας (O Agapitikos tis voskopoulas)) est un film grec réalisé par Dimítris Tsakíris et Ilías Paraskevás et sorti en 1932.
L'Amoureux de la bergère est le premier film parlant grec. Il fut doublé dans des studios allemands à Berlin. Le film est une adaptation cinématographique d'une grande pièce de théâtre à succès de l'époque basée sur un poème plus ancien J'ai aimé une bergère de Yannis Zalokosta.
Deux remakes ont été réalisés en 1955 par Dinos Dimopoulos puis par Dimis Dadiras et un autre en 1956 par Ilias Paraskevas.

## Synopsis
Un riche propriétaire, Mitros, essaye d'épouser une jeune et belle bergère, Kroustallo, car elle lui rappelle son amour de jeunesse, madame Stathaina. Il lui offre une grosse croix en or. Mais, elle est amoureuse de son côté d'un pauvre berger Liakos et refuse. Mitros a été sauvé de la noyade par Liakos. La croix provoque une dispute entre les deux hommes. Mitros demande la main de Kroustallo à sa mère, madame Stathaina. On découvre alors que Kroustallo est la fille cachée de Mitros.

## Fiche technique
- Titre : L'Amoureux de la bergère
- Titre original : Ο Aγαπητικός της βοσκοπούλας (O Agapitikos tis voskopoulas)
- Réalisation : Dimitris Tsakiris et Ilías Paraskevás
- Scénario : Dimitris Tsakiris et Ilías Paraskevás d'après Dimitris Koromilas
- Société de production : Olympia Film
- Directeur de la photographie : Manos Tzanetis et Kerner Herbert
- Musique : Dionysios Lavrangas, Robert Schumann, Anton Rubinstein
- Pays d'origine : Grèce
- Genre : Film en fustanelle
- Format  : noir et blanc
- Durée : 59 minutes
- Date de sortie : 1932

## Distribution
- Dimitris Tsakiris (Mitros)
- Sofia Dorival (madame Stathaina)
- Nina Afentaki
- Emilia Marikou
- Michalis Vlachopoulos
- Manos Katrakis (Liakos)